# Lianzhu (socken i Kina, Hunan)
Lianzhu (kinesiska: 莲竹, 莲竹乡) är en socken i Kina. Den ligger i provinsen Hunan, i den södra delen av landet, omkring 88 kilometer nordväst om provinshuvudstaden Changsha.
Genomsnittlig årsnederbörd är 1 680 millimeter. Den regnigaste månaden är maj, med i genomsnitt 312 mm nederbörd, och den torraste är december, med 46 mm nederbörd.